# Dalechampia dioscoreifolia
Dalechampia dioscoreifolia är en törelväxtart som beskrevs av Eduard Friedrich Poeppig. Dalechampia dioscoreifolia ingår i släktet Dalechampia och familjen törelväxter. Inga underarter finns listade i Catalogue of Life.